# Democratic Party of the Friendly Islands
Die Democratic Party of the Friendly Islands (tongaisch Paati Temokalati 'a e 'Otu Motu 'Anga'ofa; zu Deutsch etwa Demokratische Partei der Freundschaftsinseln) ist eine 2010 gegründete politische Partei im Königreich Tonga. Ihr Vorsitzender ist ʻAkilisi Pohiva, der seit 2014 Premierminister seines Landes ist.

## Wahlergebnisse
| Parlamentswahl | Sitze   |
| -------------- | ------- |
| Wahl 2010      | 12 / 26 |
| Wahl 2014      | 9 / 26  |
| Wahl 2017      | 14 / 26 |
| Wahl 2021      | 3 / 26  |

## DPFI-Kandidat en 2017
Bei der Parlamentswahl in Tonga 2017 traten für die DPFI folgende Kandidaten zur Wahl an:
- Semisi Tauelangi Fakahau
- Sione Vuna Fa‘otusia
- Penisimani ‘Epenisa Fifita
- Mo‘ale Finau
- Vatau Mefi Hui
- ‘Akosita Lavulavu
- Losaline Ma‘asi
- Saia Ma‘u Piukala
- Samuela ‘Akilisi Pohiva
- Semisi Kioa Lafu Sika
- Veivosa Light of Life Taka
- Mateni Tapueluelu
- Poasi Mataele Tei
- Pohiva Tuʻiʻonetoa